# جو سمپل
جو سمپل (انگلیسی: Joe Sample; ۱ فوریهٔ ۱۹۳۹ – ۱۲ سپتامبر ۲۰۱۴) نوازنده، ترانه‌پرداز، آهنگساز اهل ایالات متحده آمریکا بود.